# Rhionaeschna draco
Rhionaeschna draco là loài chuồn chuồn trong họ Aeshnidae. Loài này được Rácenis mô tả khoa học đầu tiên năm 1958.